# Бексли (школьный округ)

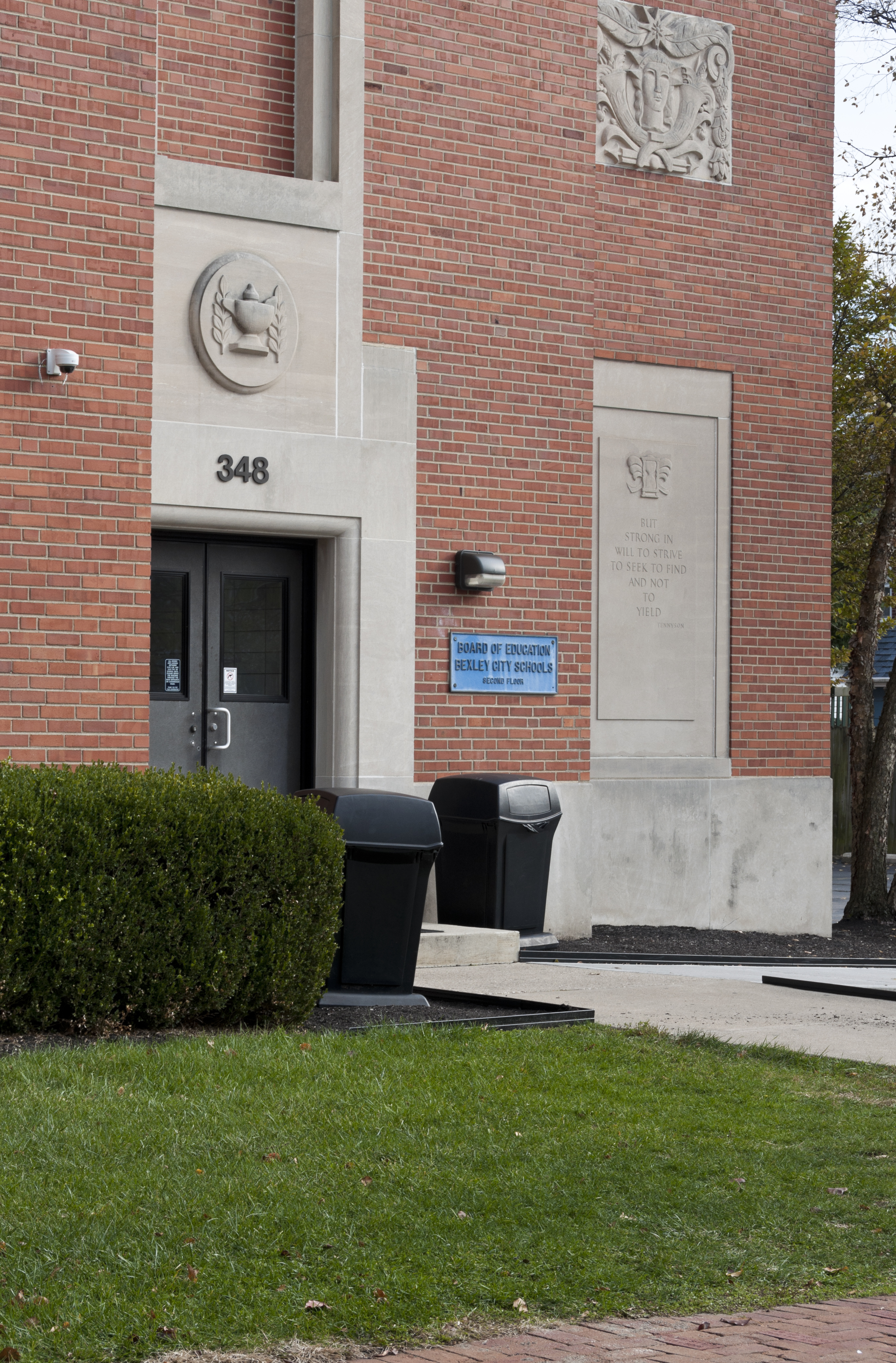
Офис Совета по образованию

Школьный округ города Бексли (англ. Bexley City School District) — общественный школьный округ, расположенный в городе Бексли (штат Огайо, США), в пригороде, находящемся в четырёх милях к востоку от центра Коламбуса. Округ обслуживает около 2550 учеников и известен своим стремлением к академическому совершенству, поддержкой со стороны сообщества и акцентом на развитие любопытства, доброты и равенства.

## История
Образование было приоритетом для сообщества Бексли ещё до официального основания города в 1908 году.
В 1864 году в районе, ныне известном как Бексли, уже существовала школа. Школьный округ Бексли был официально учрежден в 1917 году, когда Совет по образованию выпустил облигации для покупки земли под будущее развитие.
В 2007 году Bexley Middle School стала первой школой в Огайо, получившей аккредитацию Международного бакалавриата (IB) для программы средних лет, а Cassingham Elementary School — первой с программой начальных лет IB.

## Школы
Школьный округ Бексли управляет пятью школами, каждая из которых обслуживает разные районы города:
| Название школы               | Классы | Местоположение           |
| ---------------------------- | ------ | ------------------------ |
| Bexley High School           | 9-12   | Центральный Бексли       |
| Bexley Middle School         | 6-8    | Центральный Бексли       |
| Montrose Elementary School   | K-5    | Южная часть Бексли       |
| Cassingham Elementary School | PK-5   | Центральная часть Бексли |
| Maryland Elementary School   | PK-5   | Северная часть Бексли    |

Самая большая школа — средняя школа в Бексли, которая является единственной средней школой в городе Бексли. К средней школе также прикреплена одна средняя школа, которая называется Bexley Middle School. Всего есть три начальные школы, по одной на каждый район Бексли. Первая школа называется Montrose Elementary School для детей, живущих на юге Бексли. Дети, живущие в центральной части Бексли, ходят в начальную школу Cassingham Elementary, которая также прикреплена к средней и старшей школе. Дети, проживающие на севере Бексли посещают школу Maryland Elementary.
Средняя школа Бексли — это государственная средняя школа. Директором этой школы является доктор Харли Уильямс. В средней школе Бексли учатся 735 учеников. 5 % из 735 учащихся классифицируются как «экономически неблагополучные», а 14 % получают субсидированные обеды. Соотношение учеников и учителей в средней школе Бексли составляет 14:1.
Эти школы обслуживают около 2550 учеников, из которых 81,3 % составляют белые, 6 % — афроамериканцы, 4 % — латиноамериканцы, 1,6 % — азиаты, а 7,1 % — представители двух или более рас. Только 3,3 % учеников считаются экономически неблагополучными, что ниже среднего показателя по штату.

## Академическая успеваемость
Школьный округ Бексли демонстрирует высокие академические результаты. В 2024 году округ получил оценку 5 из 5 звезд от Государственного департамента образования Огайо. Согласно государственным тестам, 78 % учеников достигают как минимум удовлетворительного уровня в математике, а 84 % — в чтении. Средний процент выпускников составляет 95 %, что значительно выше среднего по штату.
Средняя школа в Бексли в 2023 году была признана лучшей школой в Огайо и вошла в топ-200 школ США по версии U.S. News & World Report, а в 2024 году заняла второе место в штате. Округ предлагает 19 курсов повышенной сложности (Advanced Placement, AP) и программы Международного бакалавриата. Округ получил награду College Success Award за выдающуюся подготовку учеников к поступлению и успешному обучению в колледжах.
Все школы округа имеют рейтинг «Отлично» по оценкам штата, и округ стремится устранять разрывы в успеваемости между различными группами учеников.

## Внеклассные занятия
Округ предлагает широкий спектр внеклассных мероприятий, включая спортивные команды, музыкальные и театральные программы. Около 88 % учащихся средних и старших классов участвуют в этих мероприятиях. Спортивные программы включают американский футбол, баскетбол, лякросс, плавание и борьбу, причём мужская футбольная команда Bexley High School выиграла чемпионаты штата в 2003 и 2005 годах. Музыкальная программа включает Bexley High School Marching Pride, шоу-оркестр, выступающий на спортивных мероприятиях и общественных парадах, таких как Outback Bowl и Walt Disney World. Округ проводит биеннале искусств, демонстрирующее работы учеников всех школ.

## Администрация и управление
Округ управляется Советом по образованию, состоящим из пяти членов, избираемых на четырёхлетний срок

+Члены совета на 2025 год:

| ФИО                                       | Должность      |
| ----------------------------------------- | -------------- |
| Виктория Пауэрс (англ. Victoria Powers    | Президент      |
| Джоанн Пикрелл (англ. Joanne Pickrell     | Вице-президент |
| Джонатан Бейкер (англ. Dr. Jonathan Baker | Член совета    |
| Майк Картер (англ. Mike Carter)           | Член совета    |
| Патрик Кинг (англ. Patrick King)          | Член совета    |

Совет также включает студенческого представителя Лили Хаус (англ. Lily Howes), которая занимает эту должность в течение двух лет в старших классах. Школьный округ возглавляет суперинтендант Джейсон Файн (англ. Dr. Jason Fine), а финансовыми вопросами занимается казначей/финансовый директор Кайл Смит (англ. Kyle Smith).
Совет отвечает за утверждение политики, учебных программ, бюджета и наём суперинтенданта.

## Финансы и инфраструктура
Округ ежегодно тратит около $17 576 на одного ученика, что близко к среднему показателю по стране ($17 834). Из этих средств 62 % направляется на обучение, 36 % — на вспомогательные услуги, а 2 % — на прочие расходы. Средняя зарплата учителей составляет $103 916, и 100 % учителей имеют лицензию.
Округ гордится сохранением исторических зданий при поддержании современных учебных помещений с обновленными классами и системами. В 2024 году был представлен план модернизации зданий, разработанный архитектурными фирмами Perkins&Will и Moody Nolan.
Округ поддерживает тесные связи с сообществом через Bexley Education Foundation, которая финансирует программы, недоступные за счёт налоговых средств.

## Известные выпускники
Школьный округ Бексли воспитал ряд известных выпускников, среди которых:
- Роберт Лоуренс Стайн (род. 1943) — известный автор книг для детей и подростков.
- Дэниел Пинк (род. 1964) — автор бестселлеров по бизнесу и мотивации.
- Джош Рэднор (род. 1974) — актёр, режиссёр и сценарист, известный по роли в сериале «Как я встретил вашу маму».
- Гейл Смит[англ.] (род. 1956) — советник президента США.
- Джуда Фолкман (1933—2008) — выдающийся исследователь в области онкологии.
- Бэрон Уолмен[англ.] (1937—2020) — фотограф.
- Скотт Хелман — автор и журналист.

## Недавние события
В последние годы округ активно выступал за стабильное и справедливое финансирование государственных школ, призывая семьи Бексли обращаться к законодателям штата для защиты интересов образования.
В 2023 году в Bexley Middle School произошёл инцидент, связанный с обвинениями в расизме, что привело к организованному учениками выходу на футбольное поле в знак солидарности, вызвав общественный резонанс и обсуждение вопросов расовой справедливости.
В 2024 году сообщалось о спорах, связанных с отставкой учителя и помощника из-за инцидента с учеником с особыми потребностями, что вызвало петиции в сообществе за их восстановление.